# 飞秒激光
飛秒雷射（femtosecond laser）是指时域脈衝寬度在飛秒（10-15秒）量级的激光，在時間解析度上屬於超快雷射（ultra-fast laser）。
有別於連續波雷射（CW Laser），飛秒雷射屬於脈衝雷射（pulsed laser），由於此類型的雷射並非只涵蓋單一波長的雷射光，因次會使用中心波長來描述它的雷射光頻率。飛秒脈衝雷射通常利用鎖模技術来实现，其中最常用的增益介質（gain medium）为谱线很宽的钛宝石晶体，例如：鈦藍寶石雷射（Ti-sapphire laser）。

## 應用
飛秒激光可以用在聚合物精密加工、醫學成像及微創外科醫療上。在眼科治療方面，LASIK雷射視力矯正手術利用飛秒激光切割角膜瓣；辅助白内障手术（FLACS）透過飞秒激光进行晶状体前囊膜环形切开及预劈核步驟，顯著提升手術精準度。。
固態物理的研究上，透過飛秒雷射激發探測技術（pump-probe technique），結合時間解析光譜（time-resolved spectroscopy）觀測晶體被激發後數皮秒內能量轉移過程，另外亦可以分析其繞射或者螢光光譜圖。